# Уимблдонский турнир 2013
Уимблдонский турнир 2013 года — 127-й розыгрыш ежегодного профессионального теннисного турнира серии Большого шлема, проводящегося в Уимблдоне (Лондон, Великобритания) на кортах местного «Всеанглийского клуба лаун-тенниса и крокета». Традиционно выявляются победители соревнования в девяти разрядах: в пяти — у взрослых и четырёх — у старших юниоров. Матчи основных сеток прошли с 24 июня по 7 июля. Соревнование традиционно завершало основной сезон турниров серии на данном покрытии.
Прошлогодние победители среди взрослых:
- мужчины, одиночный разряд —  Роджер Федерер
- женщины, одиночный разряд —  Серена Уильямс
- мужчины, парный разряд —  Джонатан Маррей и  Фредерик Нильсен
- женщины, парный разряд —  Серена Уильямс и  Винус Уильямс
- смешанный парный разряд —  Майк Брайан и  Лиза Реймонд

## Общая информация
Призовые выплаты
Призовые суммы по сравнению с 2012 годом были существенно увеличены. В одиночных мужском и женском разрядах призовые выросли в полтора раза и почти достигли отметки в 10 млн фунтов стерлингов для каждого из разрядов. В парных разрядах призовые выросли на 22 %.
Состояние покрытия
После смены в 2012 году сортов травы, многие спортсмены отметили, что в 2013 году покрытие стало жёстче, скорость игры значительно упала. Отмечено необычно большое число падений и травм. Отмечены неудовлетворительный уход за покрытиями кортов, в том числе и несвоевременная уборка скошенной травы.
Ранние поражения фаворитов
В одиночных разрядах у мужчин и женщин уже в первых кругах выбыл целый ряд фаворитов. В частности, впервые с 1927 года действующие чемпионы турнира в этих разрядах не сумели добраться до четвертьфинала: Роджер Федерер проиграл во втором круге, а Серена Уильямс — в четвёртом.
Триумф Энди Маррея
Победа британца Энди Маррея в мужском одиночном разряде, которую Великобритания ждала 77 лет, стала главной новостью королевства. Все крупнейшие газеты Великобритании вышли с фотографиями триумфатора на первой полосе, теннисист был принят на Даунинг-стрит, 10 премьер-министром Дэвидом Кэмероном и другими членами правительства, Маррея в день его успеха поздравила королева.

## Соревнования

### Взрослые

#### Мужчины. Одиночный разряд
Энди Маррей обыграл  Новака Джоковича со счётом 6-4, 7-5, 6-4.
- Представитель Великобритании выигрывает домашний турнир Большого шлема впервые с 1936 года.

#### Женщины. Одиночный разряд
Марион Бартоли обыграла  Сабину Лисицки со счётом 6-1, 6-4.
- Бартоли со 2-й попытки побеждает в финале турнира Большого шлема.
- Лисицки впервые пробилась в финал турнира Большого шлема.

#### Мужчины. Парный разряд
Боб Брайан /  Майк Брайан обыграли  Ивана Додига /  Марсело Мело со счётом 3-6, 6-3, 6-4, 6-4.
- Братья Брайаны завоёвывают т. н. «некалендарный золотой Большой шлем» (победы на четырёх турнирах Большого шлема и в олимпийском турнире в течение последних 52 недель).

#### Женщины. Парный разряд
Се Шувэй /  Пэн Шуай обыграли  Эшли Барти /  Кейси Деллаккву со счётом 7-6(1), 6-1.
- Се становится первой представительницей Тайваня, победившей в одном из пяти основных разрядов турниров Большого шлема.
- Пэн стала первой с 2006 года представительницей КНР, победившей на турнире Большого шлема.

#### Смешанный парный разряд
Даниэль Нестор /  Кристина Младенович обыграли  Бруно Соареса /  Лизу Реймонд со счётом 5-7, 6-2, 8-6.
- Нестор выигрывает 1-й титул в сезоне и 3-й за карьеру на турнирах Большого шлема.
- Младенович со 2-й попытки побеждает в финале турнира Большого шлема.

### Юниоры

#### Юноши. Одиночный турнир
Джанлуиджи Квинци обыграл  Чон Хёна со счётом 7-5, 7-6(2).
- Представитель Италии выигрывает турнир Большого шлема в одиночном разряде среди юношей впервые с 1990 года.

#### Девушки. Одиночный турнир
Белинда Бенчич обыграла  Тейлор Таунсенд со счётом 4-6, 6-1, 6-4.
- Бенчич прервала серию из 25 турниров Большого шлема в одиночном разряде среди девушек, на которых теннисистки побеждали в первый и последний раз.
- Бенчич стала первой с 1994 года представительницей Швейцарии, выигравшей этот турнир в одиночном разряде среди девушек.

#### Юноши. Парный турнир
Танаси Коккинакис /  Ник Кирьос обыграли  Энцо Куако /  Стефано Наполитано со счётом 6-2, 6-3.
- Впервые с 2003 года один из прошлогодних чемпионов смог защитить свой титул.

#### Девушки. Парный турнир
Барбора Крейчикова /  Катерина Синякова обыграли  Ангелину Калинину /  Ирину Шиманович со счётом 6-3, 6-1.
- Крейчикова и Синякова выигрывают второй подряд турнир серии Большого шлема в парном разряде среди девушек.
- Представительница Чехии выигрывает Уимблдонский турнир в этом разряде впервые с 2002 года.